# Canton de Vermenton
Le canton de Vermenton est une ancienne division administrative française du département de l'Yonne.

## Composition
| Nom                   | Code Insee | Intercommunalité                | Superficie (km2) | Population (dernière pop. légale) | Densité (hab./km2) |
| --------------------- | ---------- | ------------------------------- | ---------------- | --------------------------------- | ------------------ |
| Vermenton (chef-lieu) | 89441      | CC Chablis Villages et Terroirs | 53,34            | 1 363 (2014)                      | 26                 |
| Accolay               | 89001      | CC Entre Cure et Yonne          | 9,27             | 409 (2014)                        | 44                 |
| Arcy-sur-Cure         | 89015      | CC Avallon - Vézelay - Morvan   | 26,33            | 490 (2014)                        | 19                 |
| Bazarnes              | 89030      | CC Chablis Villages et Terroirs | 19,39            | 416 (2014)                        | 21                 |
| Bessy-sur-Cure        | 89040      | CC Chablis Villages et Terroirs | 10,53            | 187 (2014)                        | 18                 |
| Bois-d'Arcy           | 89049      | CC Avallon - Vézelay - Morvan   | 3,48             | 25 (2014)                         | 7,2                |
| Cravant               | 89130      | CC Entre Cure et Yonne          | 22,54            | 854 (2014)                        | 38                 |
| Lucy-sur-Cure         | 89233      | CC Chablis Villages et Terroirs | 10,58            | 222 (2014)                        | 21                 |
| Mailly-la-Ville       | 89237      | CC Chablis Villages et Terroirs | 23,79            | 516 (2014)                        | 22                 |
| Prégilbert            | 89314      | CC Chablis Villages et Terroirs | 6,80             | 197 (2014)                        | 29                 |
| Sacy                  | 89330      | CC Entre Cure et Yonne          | 27,70            | 189 (2013)                        | 6,8                |
| Sainte-Pallaye        | 89363      | CC Chablis Villages et Terroirs | 4,07             | 120 (2014)                        | 29                 |
| Sery                  | 89394      | CC Chablis Villages et Terroirs | 4,26             | 106 (2014)                        | 25                 |

## Représentation

### conseillers généraux de 1833 à 2015
| Période           | Identité                                | Parti                        | Qualité |
| ----------------- | --------------------------------------- | ---------------------------- | --- |
| 1833-1835 (décès) | Jacques Roman                           | Opposition constitutionnelle | Propriétaire Maire de Bazarnes, député (1827-1831)                                                                           |
| 1835-1839         | Edme Simon Guyot de Montoux (1777-1873) |                              | Maire de Mailly-la-Ville |
| 1839-1848         | Jean Louis Achille Sallin               |                              | Ancien Receveur de l'Enregistrement                                                                                          |
| 1848-1852         | François Augustin Rousselet (1807-1865) |                              | Maître de poste à Vermenton, conseiller d'arrondissement                                                                     |
| 1852-1861         | François Chaslin                        |                              | Propriétaire à Crisenon, maire de Prégilbert                                                                                 |
| 1861-1870         | Eugène Lemaire                          |                              | Propriétaire, maire de Vermenton                                                                                             |
| 1870-1871         | André Ernest de Bonnaire                |                              | Maire de Sainte-Pallaye, ancien conseiller d'arrondissement                                                                  |
| 1871-1877         | Gabriel Letainturier-Fradin             | Républicain                  | Ancien Préfet de l'Yonne Propriétaire du château de Trucy-sur-Yonne                                                          |
| 1877-1895         | Grégoire Boudard (1822-1916)            | Républicain                  | Docteur-médecin à Vermenton                                                                                                  |
| 1895-1911 (décès) | Henry François Camille Jeannez          | Rad.                         | Agriculteur, maire de Vermenton                                                                                              |
| 1911-1913         | Henri Bureau                            | Rad.                         | Docteur-médecin à Vermenton                                                                                                  |
| 1913-1925         | François-Thomas Pillon                  | Rad.                         | Polygraphe et philosophe Maire de Vermenton                                                                                  |
| 1925-1940         | Paul Raboulin                           | Rad. puis Rad.ind.           | Viticulteur Ancien Maire de Vermenton                                                                                        |
|                   |                                         |                              | |
| 1943-1945         | André Jacques                           |                              | Vétérinaire Conseiller d'arrondissement, maire de Vermenton Nommé conseiller départemental en 1943                           |
|                   |                                         |                              | |
| 1945-1973         | André Jacques                           | JR puis MRP puis DVD         | Vétérinaire Maire de Vermenton (1959-1971)                                                                                   |
| 1973-1985         | Robert Dumont                           | PCF                          | Maire de Lucy-sur-Cure (1973-1977)                                                                                           |
| 1985-1992         | Georges Lamirand                        | RPR                          | Maire de Vermenton |
| 1992-2015         | Jean-Marie Rolland                      | DVD puis UMP                 | Médecin généraliste Député de 2002 à 2012 Président du Conseil général de l'Yonne (2008-2011) Maire de Vermenton (1989-2002) |

### Conseillers d'arrondissement (de 1833 à 1940)
| Période                                  | Période      | Identité                                | Étiquette      | Qualité |
| ---------------------------------------- | ------------ | --------------------------------------- | -------------- | --- |
| 1833                                     | 1842         | Jean-Baptiste Nioré (1774-1846)         |                | Notaire à Vermenton, propriétaire à Bazarnes                                                                |
| 1842                                     | 1848         | François Augustin Rousselet (1807-1865) |                | Maitre de poste à Vermenton                                                                                 |
| 1848                                     | 1852         | André Ernest de Bonnaire (1810-1878)    |                | Propriétaire, maire de Sainte-Pallaye                                                                       |
| 1852                                     | 1861         | M. Jeannez fils                         |                | Marchand de bois à Sementron                                                                                |
| 1861                                     | 1867         | André Ernest de Bonnaire                |                | Propriétaire, maire de Sainte-Pallaye                                                                       |
| 1867                                     | 1870         | Philippe Etienne Thorel                 |                | Propriétaire, maire de Vermenton                                                                            |
| 1870                                     | 1871         | Gustave Grégoire                        |                | Propriétaire, maire de Bessy                                                                                |
| 1871                                     | 1877         | Louis Coppin-Desportes                  |                | Propriétaire à Arcy-sur-Cure                                                                                |
| 1877                                     | 1895         | Camille Jeannez                         |                | Propriétaire à Vermenton                                                                                    |
| 1895                                     | 1904         | Louis Baudry                            |                | Vétérinaire à Vermenton                                                                                     |
| 1904                                     | 1917 (décès) | Louis Adam (1839-1917)                  |                | Propriétaire, maire de Mailly-la-Ville                                                                      |
| 1917                                     | 1919         | siège vacant                            |                | |
| 1919                                     | 1922         | Gaston Gros (1880-1970)                 | Radical        | Avocat à la Cour de Paris, conseiller municipal de Cravant                                                  |
| 1922                                     | 1928         | Louis Garnier (1873-1956)               | Paysan PC-SFIC | Cultivateur, maire de Vermenton                                                                             |
| 1928                                     | 1940         | André Jacques                           |                | Vétérinaire à Vermenton                                                                                     |
| Les données manquantes sont à compléter. |              |                                         |                | |
| 1940                                     |              |                                         |                | Les conseils d'arrondissement ont été suspendus par la loi du 12 octobre 1940 et n'ont jamais été réactivés |

## Démographie
| 1962  | 1968  | 1975  | 1982  | 1990  | 1999  | 2006  | 2011  | 2012  |
| ----- | ----- | ----- | ----- | ----- | ----- | ----- | ----- | ----- |
| 5 113 | 5 054 | 4 855 | 4 757 | 4 581 | 4 712 | 5 002 | 4 938 | 4 910 |